# Lasza Gudżedżiani
Lasza Gudżedżiani (gruz. ლაშა გუჯეჯიანი; ur. 12 sierpnia 1985) – gruziński judoka. 
Walczył w wadze powyżej 100 kilogramów. Brał udział w igrzyskach olimpijskich w 2004 i 2008. Ma w dorobku dwa brązowe medale mistrzostw świata, wywalczone w 2005 i 2007. Na mistrzostwach Europy wywalczył srebro w 2007. W 2004 był mistrzem świata juniorów, w tej kategorii wiekowej zdobył również złoto (2003) i srebro (2004) kontynentalnego czempionatu. W mistrzostwach Europy do lat 23 zdobył złoto w 2005 i srebro w 2003.